# Yelling
Yelling – wieś w Anglii, w hrabstwie Cambridgeshire, w dystrykcie Huntingdonshire. Leży 20 km na zachód od miasta Cambridge i 83 km na północ od Londynu.